# Åhldräkten

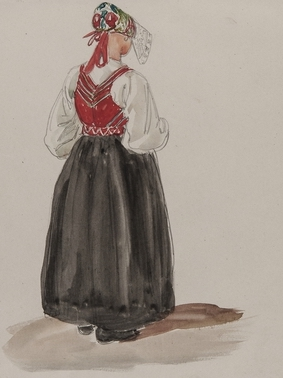
Kvinnodräkt från Ål, Dalarna

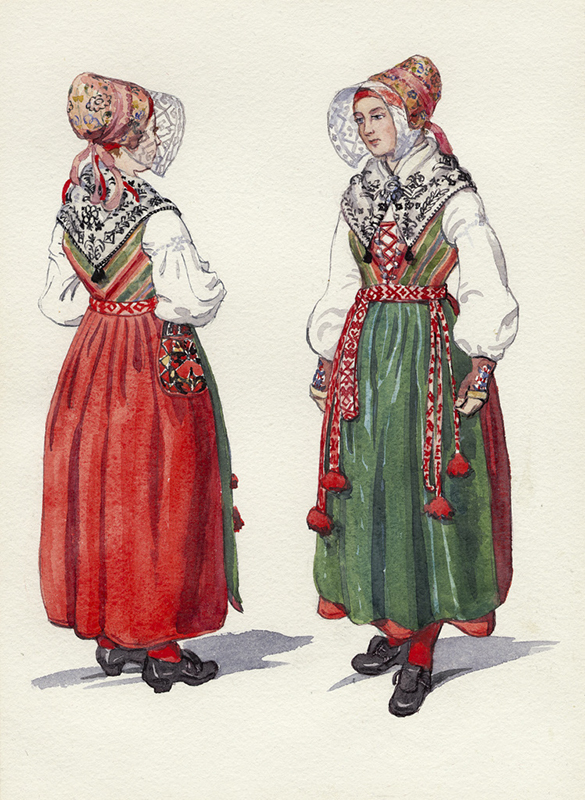
Folkdräkt, kvinnodräkt från Åls socken i Dalarna. Akvarell av Emelie von Walterstorff - Nordiska Museet - NMA.0054388

Åhldräkten är en folkdräkt (eller bygdedräkt) från Åls socken i Dalarna.
Åhldräkten influerades tidigt av moderna modenyheter, och slutade nästan helt användas andra halvan av 1800-talet. Under sekelskiftet plockades dräkten upp igen.

## Kvinnodräkt
Dräkten består av:
- kjol[3]
  - den högtidliga varianten med röd kjol som under 1900-talet varit vanligast
  - andra som inte är lika vanliga idag

## Herrdräkt
Dräkten består av:
- väst - av mörkblå vadmal med mässingsknappar i dubbla knapprader.
- knäbyxor - av sämskskinn eller blått kläde; eller svart färgade skinnbyxor. Under 1900-talet bars gula sämsskinnsbyxor vid högtidliga tillfällen.
- jacka - dubbelknäppt av mörkblå vadmal med mässingsknappar.
- strumpor - blå.
- skor - med spännen.
- huvudbonad - svart hatt. På 1950-talet började svart-vita krusband sättas runt hatten.
- skjorta - i fint linne med manchettknappar av silver.
- nattkappa - av fint linne eller bomull som knöts ihop med ett vikt halskläde.
- halskläde - av kattun eller siden.
- långrock - av vadmal. Finns ej bevarat.
- handskar
  - stickade vita.
  - även svarta skinnahandskar kallade kyrkhandskar.